# 岩田陽葵・小泉萌香 気の向くままに思うがままにっ!
『岩田陽葵・小泉萌香 気の向くままに思うがままにっ!』（いわたはるき・こいずみもえか きのむくままにおもうがままにっ）は2019年4月10日からニコニコ生放送とYouTubeで配信されているバラエティ番組。

## 概要
声優の岩田陽葵と小泉萌香がその時にやりたいことを全力で楽しむ番組。2023年5月頃からは1ヶ月に一度、中身があるパーティーをして楽しむ番組に変化している。
番組の略称は「はるぴのくままま」で、チャンネル会員は「こぐま」と呼ばれている。
構成作家はふかわげんきが担当している。

## 出演者
- 岩田陽葵
- 小泉萌香

## 番組構成
誰でも無料で視聴できる約30分の前半と、ニコニコチャンネルの有料会員のみが視聴できる約30分の後半を合計した約60分で構成される。
前半はYouTubeとニコニコ生放送で配信され、後半はニコニコ生放送のみで配信される。
アーカイブ動画についても、番組前半はお試し版としてYouTubeとニコニコチャンネルのどちらにも無料で公開されており、フル版はニコニコチャンネルの有料会員のみに公開されている。
番組前半は視聴者からのふつおたを紹介、後半はゲームなどのメイン企画とテーマメールの紹介を行っている。

## 放送リスト
| 放送年 | #  | 放送日   | ゲスト             | 内容                                                                                             | 備考                                                    |
| ------ | -- | -------- | ------------------ | ------------------------------------------------------------------------------------------------ | ------------------------------------------------------- |
| 2019年 | 00 | 4月10日  |                    | それぞれのやりたいこと、ハッシュタグを決めよう                                                   |                                                         |
| 2019年 | 01 | 5月6日   |                    | たこ焼きパーティ、カードゲーム「ナンジャモンジャ」                                               |                                                         |
| 2019年 | 02 | 6月11日  |                    | 占い、「マリオテニス ウルトラスマッシュ」をプレイ                                                | 占いには、占い師のnikolaschkaが出演                     |
| 2019年 | 03 | 7月23日  | 佐藤日向、小山百代 | お祭り                                                                                           | 夏祭り会場の仕切り役として、芸人のいけや賢二が出演      |
| 2019年 | 04 | 8月13日  |                    | 今後のやりたいことを発表                                                                         |                                                         |
| 2019年 | 05 | 9月4日   |                    | マジックを覚えよう!!                                                                             | マジックの先生として、山上兄弟が出演                    |
| 2019年 | 06 | 10月28日 |                    | はるちゃん・もえぴの質問ジェンガ、くまままの地味ハロウィン2019、お菓子か?イタズラか?宝探しゲーム |                                                         |
| 2019年 | 07 | 11月19日 |                    | Switchゲームをたくさんやる!                                                                      | 1時間半SP                                               |
| 2019年 | 08 | 12月2日  |                    | クリスマスパーティ                                                                               |                                                         |
| 2020年 | 09 | 1月28日  |                    | 鍋パーティ、ホラーゲーム「Five Nights at Freddy's」                                              |                                                         |
| 2020年 | 10 | 2月19日  |                    | もえぴのバースデーケーキを作ろう!、もえぴの誕生日プレゼント獲得チャレンジ                        |                                                         |
| 2020年 | 11 | 3月24日  |                    | 今後やりたいこと発表、ボドゲでくままま「スティッキー」                                           |                                                         |
| 2020年 | 12 | 5月18日  |                    | はるちゃんの誕生日企画!                                                                          | [ 注 1 ]                                                |
| 2020年 | 13 | 6月17日  |                    | Uber TIME、「世界のアソビ大全51」をプレイ                                                        |                                                         |
| 2020年 | 14 | 7月13日  |                    | はるちゃん、もえぴがやったらコメントが稼げること!!                                               |                                                         |
| 2020年 | 15 | 8月17日  | 高木美佑           | SDSF ご褒美争奪ポイントバトル!!                                                                  |                                                         |
| 2020年 | 16 | 9月23日  |                    | ホラーゲーム「Shadow corridor -影の回廊-」をプレイ!                                              |                                                         |
| 2020年 | 17 | 10月26日 |                    | お菓子か?イタズラか?宝探しゲーム                                                                 |                                                         |
| 2020年 | 18 | 11月30日 |                    | はるちゃんともえぴの以心伝心!                                                                    |                                                         |
| 2020年 | 19 | 12月28日 | 三森すずこ         | SDYP（ソシャディスイヤエンパーティー）＝忘年会                                                   |                                                         |
| 2021年 | 20 | 1月18日  |                    | 無言協力ゲーム「The mind」をプレイ                                                               |                                                         |
| 2021年 | 21 | 2月15日  |                    | もえぴビンゴ                                                                                     |                                                         |
| 2021年 | 22 | 3月22日  |                    | こぐまからママへの相談事                                                                         |                                                         |
| 2021年 | 23 | 4月26日  |                    | はるちゃんビンゴ                                                                                 |                                                         |
| 2021年 | 24 | 5月31日  |                    | くままま並べ替えクイズ、くまままPGB!                                                             |                                                         |
| 2021年 | 25 | 6月21日  |                    | おたよりスペシャル                                                                               |                                                         |
| 2021年 | 26 | 7月12日  |                    | 「ホラーSENSE ～だるまさんがころんだ～」をプレイ                                                 | 岩田はお休み                                            |
| 2021年 | 27 | 8月23日  |                    | くままま夏のおたよりスペシャル、こぐまさんの夏の出来事クイズ                                     |                                                         |
| 2021年 | 28 | 9月22日  |                    | 「おすそわける メイド イン ワリオ」をプレイ                                                      |                                                         |
| 2021年 | 29 | 10月19日 |                    | 「The Watchers」であそぼう!、くまままハロウィン謎解き                                            | 15分拡大SP                                              |
| 2021年 | 30 | 11月18日 |                    | サーティゲーム、くままま30秒バトル                                                               |                                                         |
| 2021年 | 31 | 12月23日 |                    | くまままクリスマス福引き抽選会                                                                   |                                                         |
| 2022年 | 32 | 1月31日  |                    | 今年の運勢を占ってもらおう!                                                                      | 占いには、占い師のnikolaschkaが出演                     |
| 2022年 | 33 | 2月14日  |                    | チョコ獲得!?おたよりスペシャル                                                                   | 小泉はお休み                                            |
| 2022年 | 34 | 3月10日  |                    | プレゼントもたくさん?!もえぴのバースデー宝探し!!                                                 |                                                         |
| 2022年 | 35 | 4月23日  |                    | ホラゲはないはず?!はちゃんのバースデー宝探し!!                                                   |                                                         |
| 2022年 | 36 | 5月18日  | 小山百代           | よりマブのことを知っているのはどっちだ!?早押しもよちゃんクイズ!!                                 |                                                         |
| 2022年 | 37 | 6月15日  |                    | 梅雨をぶっ飛ばせ!!おたよりスペシャル、こぐま2022上半期の出来事クイズ                             |                                                         |
| 2022年 | 38 | 7月23日  |                    | くまままゲームパーティー                                                                         |                                                         |
| 2022年 | 39 | 8月17日  |                    | くままま☆なつまつり2022                                                                          |                                                         |
| 2022年 | 40 | 9月14日  |                    | ほんとに終わんのか?!メール40通読むまで終われないパーリー!!                                       |                                                         |
| 2022年 | 41 | 10月18日 |                    | お菓子を「つ」くれなきゃイタズラしちゃうぞ☆                                                      |                                                         |
| 2022年 | 42 | 11月16日 |                    | 視聴者参加型ゲームパーリー!                                                                      |                                                         |
| 2022年 | 43 | 12月26日 |                    | 番組初ロケ!爬虫類カフェへGO!                                                                     | 収録配信                                                |
| 2023年 | 44 | 1月30日  |                    | 2023年を占ってもらおう!                                                                          | 占いには、占い師のnikolaschkaが出演                     |
| 2023年 | 45 | 2月8日   |                    | 誕生日プレゼント獲得チャレンジ!もえぴのイメージアンケートクイズ!                                 |                                                         |
| 2023年 | 46 | 3月20日  |                    | ピッタリなら即ご褒美ゲット!コンビネーションチャレンジ!!                                          |                                                         |
| 2023年 | 47 | 4月22日  |                    | 誕生日プレゼント獲得チャレンジ!はるちゃんのイメージアンケートクイズ!                             |                                                         |
| 2023年 | 48 | 5月8日   |                    | 祝くままま4周年!四字熟語穴埋めクイズ!                                                            |                                                         |
| 2023年 | 49 | 6月13日  |                    | 協力してご褒美お菓子をゲットせよ!くまままボードゲームパーティー!                                 |                                                         |
| 2023年 | 50 | 7月19日  |                    | みんなで奇跡を起こせ!アンケート50:50!!                                                           |                                                         |
| 2023年 | 51 | 8月2日   | 小山百代           | くままま☆なつまつり2023                                                                          | 小泉はお休み                                            |
| 2023年 | 52 | 9月29日  |                    | はちゃんと一緒に浅草満喫パーティー                                                               | 収録配信、小泉はお休み                                  |
| 2023年 | 53 | 10月16日 |                    | くままま ハロウィンパーティー2023                                                                |                                                         |
| 2023年 | 54 | 11月16日 |                    | くままま初イベント9日前!仕分けパーティー☆                                                        |                                                         |
| 2023年 | 55 | 12月13日 | 小山百代           | クマママブ♡パーティー!絵しりとりをつなげてプレゼントをもらおう!                                  |                                                         |
| 2024年 | 56 | 1月26日  |                    | 2024年を占ってもらおう!                                                                          | 占いには、占い師のnikolaschkaが出演                     |
| 2024年 | 57 | 2月19日  |                    | 目指せプレゼント獲得!!ぴったり22.7%アンケート                                                    |                                                         |
| 2024年 | 58 | 3月18日  |                    | 同い年の力を見せろ!ジェネレーションクイズ!!                                                      |                                                         |
| 2024年 | 59 | 4月8日   |                    | 目指せプレゼント獲得!!ぴったり40.3%アンケート                                                    |                                                         |
| 2024年 | 60 | 5月17日  | 小山百代           | ピッタリなら即ご褒美ゲット!コンビネーションチャレンジ                                            | 岩田はお休み                                            |
| 2024年 | 61 | 6月26日  |                    | はちゃん・もえぴのお仕事以外にこんなことありました!                                              | ニコニコサービスの一時停止に伴い、YouTubeで全編無料配信 |
| 2024年 | 62 | 7月24日  |                    | はるぴのくままま 流しそうめんパーリー!!                                                          | ニコニコサービスの一時停止に伴い、YouTubeで全編無料配信 |
| 2024年 | 63 | 8月13日  |                    | はるぴのくままま 真夏のおたよりパーリー!!                                                        | ニコニコサービスの一時停止に伴い、YouTubeで全編無料配信 |
| 2024年 | 64 | 9月30日  |                    | みんなでゲームパーリー                                                                           |                                                         |
| 2024年 | 65 | 10月24日 | 小山百代           | はるもよのくままま：もふもふもぐもぐパーリー                                                     | 収録配信、小泉はお休み                                  |
| 2024年 | 66 | 11月21日 | 小山百代           | もよちゃんBINGO!                                                                                 | 岩田はお休み                                            |
| 2024年 | 67 | 12月26日 |                    | もえぴのひとりBBQパーリー                                                                        | 収録配信、岩田はお休み                                  |
| 2025年 | 68 | 1月22日  |                    | 今年の運勢を占ってもらおう!                                                                      | 占いには、占い師のnikolaschkaが出演                     |
| 2025年 | 69 | 2月18日  |                    | プレゼント獲得はこぐまさん次第!?たくさんコメント打ちましょー!!                                   |                                                         |
| 2025年 | 70 | 3月17日  |                    | 同い年の力を見せろ!ジェスチャークイズ!!                                                          |                                                         |
| 2025年 | 71 | 4月29日  | 小山百代           | 「超おどるメイドインワリオ」をプレイ、目指せプレゼントゲット!こぐまさんの新年度の出来事クイズ!!  |                                                         |
| 2025年 | 72 | 5月7日   | 小山百代           | 指令を受けるのは誰だ?!ジェンガパスチャレンジ!!                                                   |                                                         |
| 2025年 | 73 | 6月30日  |                    | こぐまさんの2025上半期報告                                                                       |                                                         |
| 2025年 | 74 | 7月18日  |                    | 「8番のりば」に挑戦                                                                              |                                                         |
| 2025年 | 75 | 8月7日   |                    | くままま☆なつまつり2025                                                                          |                                                         |

## イベント
岩田陽葵・小泉萌香 気の向くままに思うがままにっ! “みんな”で楽しむ初イベントパーリー!
開催日：2023年11月25日
会場：雷5656会館 ときわホール